# Dangereuse Mission
Pour plus de détails, voir Fiche technique et Distribution.
Dangereuse Mission (Wyoming Mail) est un film américain réalisé par Reginald Le Borg et sorti en 1950.

## Synopsis
En 1869, les États-Unis tentent d'organiser un service de courrier postal acheminé par train, en alternative aux diligences. Mais les trains postaux sont régulièrement attaqués. Steve Davis, un ancien officier du renseignement de l'armée, est chargé d'enquêter. Les indices sont minces : quelques billets de banque dérobés et repérés par leur numéro ont circulé dans une petite ville du Wyoming. Steve doit contacter un premier enquêteur travaillant sur place comme opérateur morse. Ce dernier est assassiné dès l'arrivée de Steve. Steve observe à proximité une empreinte de fer à cheval particulière, caractéristique des chevaux du personnel du pénitencier voisin. Il décide d'infiltrer ce pénitencier en se faisant passer pour un voleur de banque condamné, une dangereuse mission.

## Fiche technique
- Titre original : Wyoming Mail
- Titre italien : L'assalto al treno postale
- Réalisation : Reginald Le Borg
- Scénario : Harry Essex, Leonard Lee, Robert Hardy Andrews
- Production : Universal International Pictures
- Musique : Harry Lubin
- Photographie  : Russell Metty
- Montage : Edward Curtiss
- Durée : 87 minutes
- Dates de sortie : 
  - États-Unis : 10 octobre 1950
  - France : 25 janvier 1952
- Affiche : René Lefèbvre (France)

## Distribution
- Stephen McNally (Claude Bertrand) : Steve Davis
- Alexis Smith : Mary Williams
- Howard Da Silva : Cavanaugh
- Ed Begley : Haynes
- Dan Riss : George Armstrong
- Roy Roberts : Charles De Haven
- Armando Silvestre (Roger Rudel) : Joe
- Whit Bissell (Paul Villé) : Sam
- James Arness : Russell
- Richard Jaeckel : Nate
- Harold Goodwin : cowboy
- Grandon Rhodes (non crédité) : Sénateur Dowell